# L'Ingénu (film, 1972)
Pour les articles homonymes, voir L'Ingénu (homonymie).
Pour plus de détails, voir Fiche technique et Distribution.
L'Ingénu est un film français réalisé par Norbert Carbonnaux, d'après le roman éponyme de Voltaire, sorti en 1972.

## Synopsis
Ingénu, un indien élevé par des huguenots, débarque en France du Canada.

## Fiche technique
- Titre : L'Ingénu
- Réalisation : Norbert Carbonnaux
- Assistants réalisateurs : Michel Lang et René Richon
- Scénario : Norbert Carbonnaux, d'après le conte de Voltaire
- Photographie : Didier Tarot
- Photographe Hervé Donnezan
- Musique : Georges Delerue
- Décors : Jacques Flamand
- Montage : Monique Kirsanoff
- Production : Filmel, Cosefa films
- Lieux de tournage : Canet-en-Roussillon, Cerbère, Céret (dont Château d'Aubiry), Collioure, Le Barcarès, Port-Vendres, Saint-Cyprien
- Pays :  France
- Tourné en mono et en Eastmancolor
- Durée : 75 minutes
- Date de sortie : 3 mars 1972

## Distribution
- Renaud Verley : l'ingénu
- Corinne Marchand : Élisabeth
- Jean Lefebvre : l'abbé de Kerkabon
- Monique Tarbès : Appoline
- Hubert Deschamps : Le bailly
- Jean Carmet : le pêcheur
- Jess Hahn : le capitaine
- Gérard Lartigau : Didier
- Pierre-Jean Vaillard : le professeur Nanard
- Paul Mercey : le maire
- Marianne Eggerickx : Mlle de Saint-Yves

## Historique
La première version du scénario situait l'histoire en Bretagne. En effet, Norbert Carbonnaux souhaitait dénoncer le bétonnage des côtes et la spéculation immobilière, mais il profita de subventions allouées par le sénateur des Pyrénées-Orientales Gaston Pams pour l'inciter à tourner dans ce département. Convenant que cette région servait également son propos, tout le film fut alors tourné dans le département des Pyrénées-Orientales.

## Commentaire
Norbert Carbonnaux a adapté au cinéma un autre conte philosophique de Voltaire, Candide, en le transposant au XXe siècle : Candide ou l'Optimisme au XXe siècle.